# Хенстридж, Элизабет
Эли́забет Хе́нстридж (англ. Elizabeth Henstridge, род. 11 сентября 1987, Шеффилд) — английская актриса. Наиболее известна по роли Джеммы Симмонс в сериале «Агенты „Щ. И. Т.“».

## Биография
Элизабет Хенстридж родилась в Шеффилде, Англия, и окончила Бирмингемский университет. В 2011 году она начала свою карьеру с второстепенной роли в британской мыльной опере «Холлиокс», а затем переехала в Лос-Анджелес. В начале 2012 года Хенстридж получила главную роль в пилоте The CW «Пристанище», производства Джей Джей Абрамса. После она снялась с Сильвестром Сталлоне в фильме «Достань меня, если сможешь».
В ноябре 2012 года Хенстридж получила одну из главных ролей в сериале канала ABC «Агенты «Щ.И.Т.»». Премьера сериала состоялась осенью 2013 года.

## Фильмография
| Год       | Название на русском        | Название на английском            | Роль                 | Примечания                                           |
| --------- | -------------------------- | --------------------------------- | -------------------- | ---------------------------------------------------- |
| 2010      | Под ветвями яблони         | Easy Under the Apple Bough        | Дочь фермера         | Короткометражный фильм                               |
| 2011      | И ребёнок                  | And the Kid                       | Ребёнок              | Короткометражный фильм                               |
| 2011      | Холлиокс                   | Hollyoaks                         | Эмили Александр      | Второстепенная роль (с 10 марта 2011 по 17 мая 2011) |
| 2012      | Пристанище                 | Shelter                           | Грейс                | Пилот                                                |
| 2012      | Томпсоны                   | The Thompsons                     | Райли Стюарт         |                                                      |
| 2013      | Стрельба над Бродвеем      | Gangs of Tooting Broadway         | Кейт                 |                                                      |
| 2013      | Деликатес                  | Delicacy                          | Девушка              | Короткометражный фильм                               |
| 2013—2020 | Агенты «Щ.И.Т.»            | Agents of S.H.I.E.L.D.            | Агент Джемма Симмонс | Регулярная роль, режиссёр 9 серии 7 сезона (2020)    |
| 2014      | Достань меня, если сможешь | Reach Me                          | Ева                  | Фильм                                                |
| 2016      | Волки у двери              | Wolves at the door                | Эбигейл Фолджер      | Фильм                                                |
| 2016      | Великий Человек-Паук       | Ultimate Spider-Man               | Агент Джемма Симмонс |                                                      |
| 2016      | Агенты "Щ.И.Т.": Йо-Йо     | Agents of S.H.I.E.L.D.: Slingshot | Агент Джемма Симмонс | Мини-сериал                                          |
| 2019      | Рождество в Плазе          | Christmas at the Plaza            | Джессика             | Фильм                                                |
| 2022      | Под подозрением            | Suspicion                         | Тара                 | Регулярная роль                                      |